# Colonia (Nova Jersey)
Colonia és una concentració de població designada pel cens dels Estats Units a l'estat de Nova Jersey. Segons el cens del 2000 tenia 17.811 habitants.

## Demografia
Segons el cens del 2000, Colonia tenia 17.811 habitants, 6.184 habitatges, i 5.077 famílies. La densitat de població era de 1.772,4 habitants/km².
Dels 6.184 habitatges en un 35% hi vivien nens de menys de 18 anys, en un 68,7% hi vivien parelles casades, en un 10,3% dones solteres, i en un 17,9% no eren unitats familiars. En el 15,2% dels habitatges hi vivien persones soles el 8,7% de les quals corresponia a persones de 65 anys o més que vivien soles. El nombre mitjà de persones vivint en cada habitatge era de 2,88 i el nombre mitjà de persones que vivien en cada família era de 3,21.
Per edats la població es repartia de la següent manera: un 23,7% tenia menys de 18 anys, un 6,2% entre 18 i 24, un 29,1% entre 25 i 44, un 24,8% de 45 a 60 i un 16,2% 65 anys o més.
L'edat mediana era de 40 anys. Per cada 100 dones de 18 o més anys hi havia 88,4 homes.
La renda mediana per habitatge era de 67.372 $ i la renda mediana per família de 76.090 $. Els homes tenien una renda mediana de 50.260 $ mentre que les dones 36.657 $. La renda per capita de la població era de 27.732 $. Aproximadament l'1,5% de les famílies i el 2,2% de la població estaven per davall del llindar de pobresa.

## Poblacions més properes
El següent diagrama mostra les poblacions més properes.